# SGang Gwaay
SGang Gwaay (dawniej Wyspa Anthony’ego) – wyspa (2,5 km²) i obszar chronionego krajobrazu, położone na Pacyfiku w zachodniej części Kolumbii Brytyjskiej w Kanadzie. Leżąca w południowej części archipelagu Haida Gwaii oraz Parku Narodowego Gwaii Haans (ang. Gwaii Haanas National Park Reserve and Haida Heritage Site) wyspa zawiera pozostałości SGang Gwaay Llnagaay, wioski Indian Haida (zwanej też Nans Dins lub Ninstints). W 1981 r. wyspę wpisano na listę światowego dziedzictwa UNESCO.

## Obiekt światowego dziedzictwa

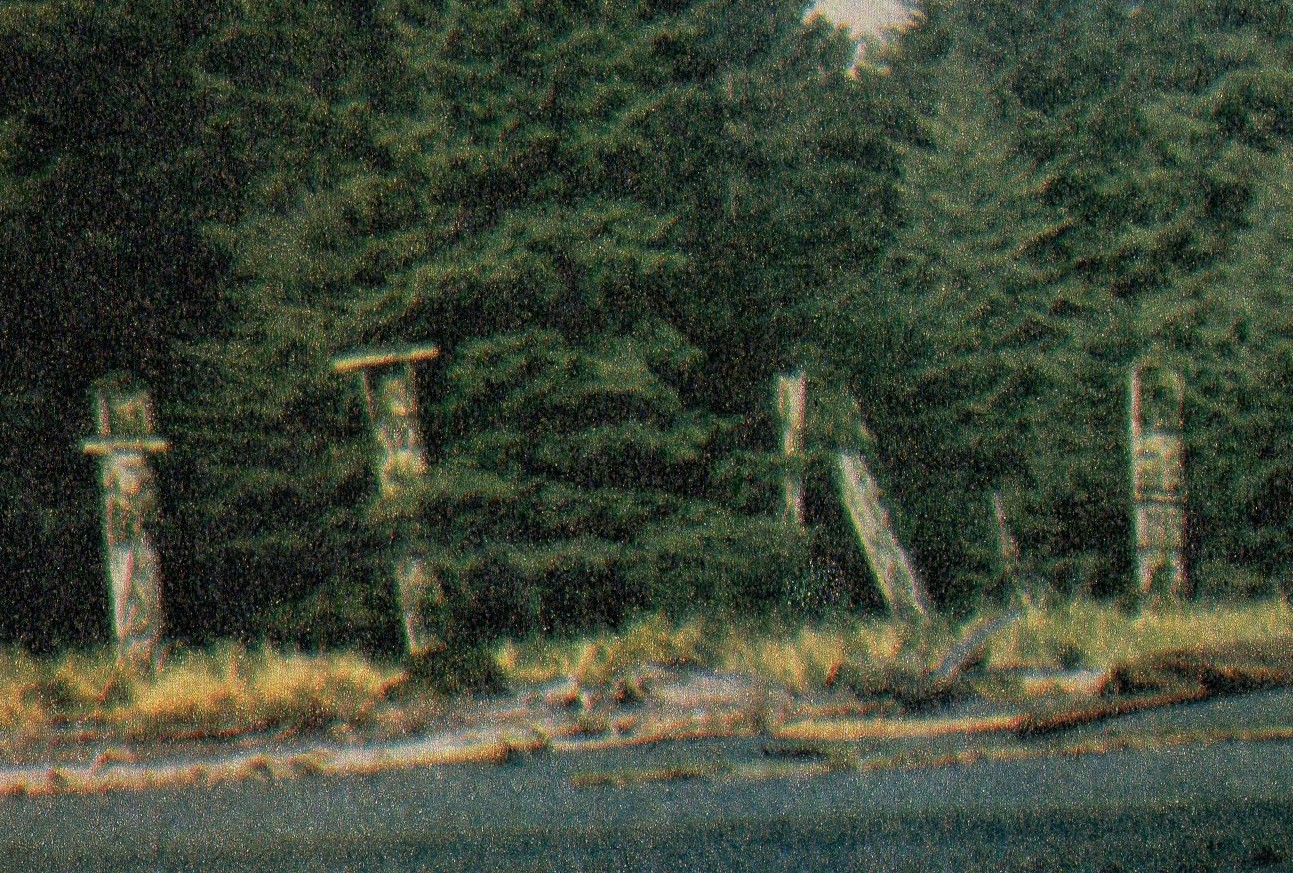
Totemy w 1982

W ruinach istniejącego przez kilka tysięcy lat (o czym świadczą m.in. głębokie na 2 m pokłady wyrzucanych przez mieszkańców muszli) osiedla SGang Gwaay Llnagaay znajdują się m.in. pozostałości długich domów oraz starych totemów i rzeźb cmentarnych – unikatowe obiekty charakterystyczne dla tradycyjnego drewnianego budownictwa plemienia Haidów oraz kultur innych spokrewnionych z nimi ludów tubylczych z Północno-Zachodniego Wybrzeża Ameryki Północnej.
Zamieszkana niegdyś przez ok. 300 osób wioska opustoszała w latach 80. XIX w. w wyniku epidemii, która wyniszczyła niemal wszystkich jej mieszkańców. W latach 30. i 50. XX w. 15 totemów z wioski trafiło do różnych kanadyjskich muzeów, podczas gdy czas, żywioły i przyroda stopniowo niszczyły pozostałości osiedla. Dziś ruiny 10 drewnianych domów i 32 słupów totemowych z pni żywotnika świadczą o czasach świetności i umiejętnościach unikatowej społeczności SGang Gwaay Llnagaay.